# 米埔村

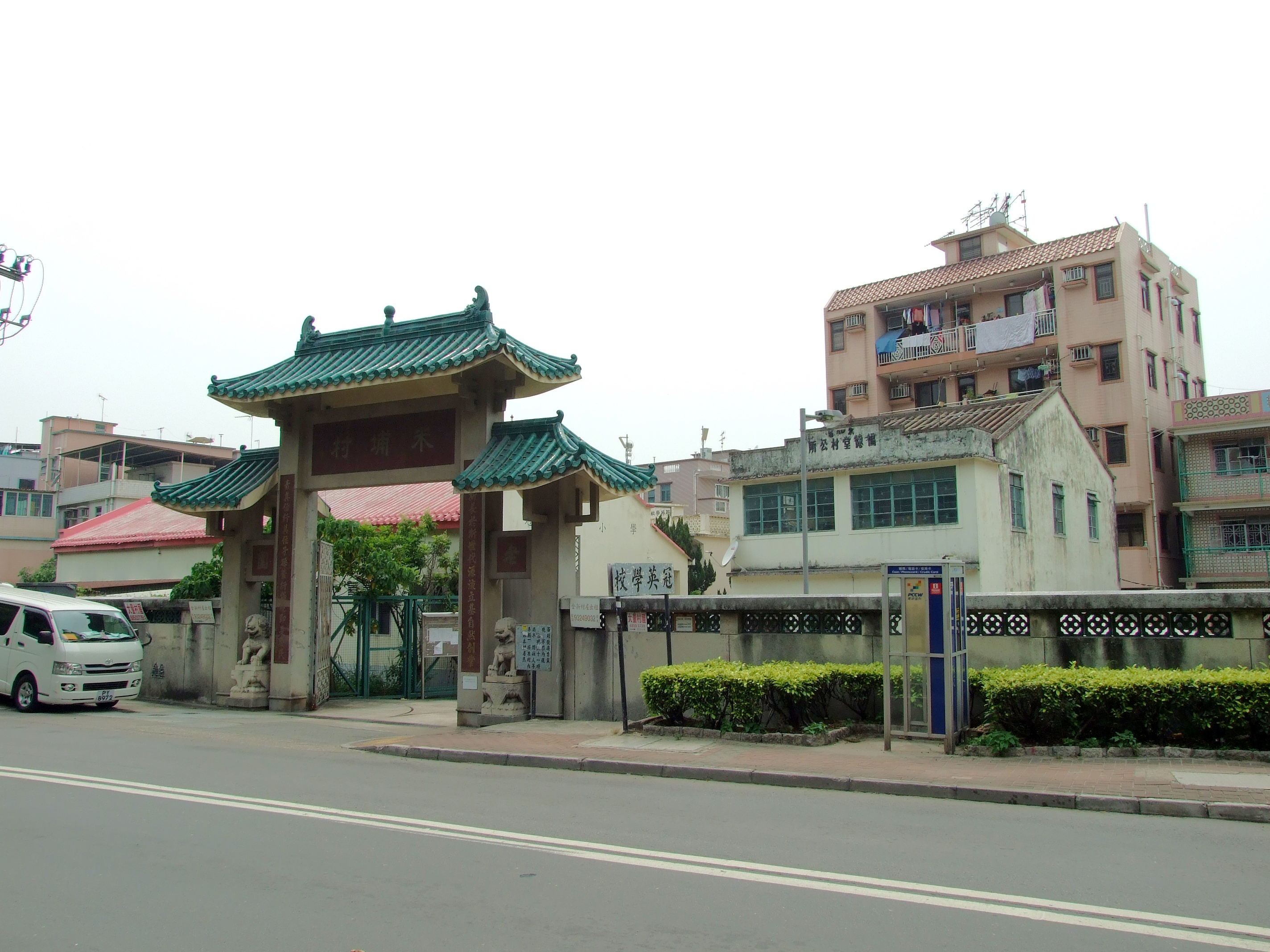
米埔村

米埔村是香港一條原居民鄉村，位於新界元朗區米埔近新田一帶，青山公路米埔段旁邊。馮氏和文氏是米埔村兩大姓氏，其中文氏是新界五大氏族，新田文氏的分支。
米埔村於1979年2月16日被劃定為具特殊科學價值地點，面積5.3公頃，其特色是有很多鷺鳥在該處棲息和繁衍，又被稱為米埔村鷺鳥林。

## 鄉郊代表
- 原居民代表：黃福安、文貴旗[2]
- 居民代表：馮錦仔[3]